# Mallophora pipiens
Mallophora pipiens är en tvåvingeart som beskrevs av Charles Howard Curran 1941. Mallophora pipiens ingår i släktet Mallophora och familjen rovflugor.
Artens utbredningsområde är Surinam. Inga underarter finns listade i Catalogue of Life.